# Trdnjava Ark, Buhara
Trdnjava Ark je ogromna trdnjava v mestu Buhara v Uzbekistanu, ki je bila prvotno zgrajena in naseljena okoli 5. stoletja našega štetja. Poleg tega, da je bila vojaška struktura, je obsegala tudi mesto, ki so ga večino zgodovine trdnjave naseljevali različni kraljevi dvori, ki so imeli oblast nad območjem okoli Buhare. Trdnjava Ark je bila uporabljena kot trdnjava, dokler ni leta 1920 padla pod Rusijo. Trenutno je turistična atrakcija in v njej so muzeji, ki pokrivajo njeno zgodovino. Med muzeji in drugimi obnovljenimi območji so arheološki muzej, prestolna soba, sprejemna in dvorana kronanja, lokalni zgodovinski muzej in dvorna mošeja.

## Opis
Trdnjava Ark je velika zemeljska utrdba v severozahodnem delu sodobne Buhare. Po tlorisu spominja na nepravi pravokotnik, nekoliko podolgovat od zahoda proti vzhodu. Obseg zunanjega obzidja je 789,6 m, ograjena površina pa 3,96 ha. Višina obzidja se giblje od 16 do 20 m.
Svečani vhod v citadelo arhitekturno uokvirjata dva stolpa iz 18. stoletja. Zgornja dela stolpov povezuje galerija, sobe in terase. Postopoma naraščajoča klančina vodi skozi portal, dvignjen z vitlom, in pokrit dolg hodnik do mošeje Džuma. Pokrit hodnik ponuja dostop do skladišč in zaporniških celic. V središču je velik kompleks stavb, ena najbolje ohranjenih pa je mošeja Ul'dukhtaron, ki je povezana z legendami o štiridesetih dekletih, mučenih in vrženih v vodnjak.

## Gradnja
Princ Sijâvaš naj bi zgradil Buharsko trdnjavo in bil tam sčasoma pokopan. Po njegovi smrti je bila velika citadela umaknjena iz uporabe v žalovanje za princem. Tri tisoč let pozneje je Budun Bukhar-Khudat citadelo obnovil. Na številne vidike zasnove so vplivali astrološki elementi. Palača ima na primer sedem kamnitih stebrov za sedemzvezdično ozvezdje Velikega medveda. Ozvezdje je vplivalo tudi na celotno obliko trdnjave. Na temelje citadele sta vplivali tudi topografija in grobnice območja. Obstaja več različnih vrst grobnic, ki so postale edinstvena značilnost Buhare. Posamezne grobnice so bile v mestnih stavbah, obstajale pa so tudi posebne grobnice, rezervirane za pomembne ljudi.
Razporeditev mesta ga je delila na tri dele: citadelo, medino in predmestja. Vse pomembne stavbe, kot so mošeje in vladne pisarne, so bile znotraj citadele. Mošeje znotraj so bile narejene iz bombaža, lesa, gline ter surove in pečene opeke. Pečena opeka je bila uporabljena za dekorativno oblaganje mošej. Prva mošeja, Arslankhan, je bila zgrajena leta 1119. V 349 letih njene življenjske dobe sta jo vladarja Kohandiz in Šarhristan obnovila in razširila. Vladarji, emirji in generali so vsi živeli znotraj obzidja Buhare. Zunaj trdnjave so bila predmestja, kjer so bile številne vasi. Sčasoma je bil zgrajen zid Canpirak, da bi zaščitil prebivalce teh vasi in zagotovil večjo obrambo citadele.

## Legendarni izvor
Po legendi je bil stvarnik trdnjave Ark epski junak Sijavaš, lokalno izgovorjen Sijavuš. Kot mladenič se je pred svojo mačeho skrival v bogati oazi Turan. Sijavuš in hči lokalnega vladarja Afrasijaba sta se zaljubila. Dekličin oče se je strinjal, da jima bo dovolil poroko, pod pogojem, da bo Sijavuš najprej zgradil palačo na območju, omejenem z bikovo kožo, kar je bilo očitno mišljeno kot nemogoča naloga. Toda Sijavuš je bikovo kožo razrezal na tanke trakove, povezal konce in znotraj te meje zgradil palačo. Sijavuš je pomembna osebnost v Firduzijevem epu Šahname. (Ta zgodba o bikovski koži odraža tudi klasično legendo o Didoni in ustanovitvi Kartagine v Severni Afriki, kot je zapisana v antiki.)

## Zgodovina
Trdnjava je zgrajena na ostankih prejšnjih struktur, ki tvorijo plast dvajset metrov globoko pod osnovnim lokom, plasti pa kažejo, da so bile na tem mestu zgrajene in uničene zgodnejše trdnjave.
Prva znana omemba Trdnjave je v Zgodovini Buhare Naršahija (899–960). Abu Bakr je zapisal: »Bindu, vladar Buhare, je zgradil to trdnjavo, a je bila kmalu uničena. Velikokrat je bila zgrajena, velikokrat uničena.« Abu Bakr pravi, da je zadnji vladar, ki je obnavljal, vprašal svoje modrece za nasvet, in ti so mu svetovali, naj trdnjavo zgradi okoli sedmih točk, ki so v enakem odnosu druga do druge kot zvezde ozvezdja Velikega medveda. Tako zgrajena trdnjava ni bila nikoli več uničena.
Starost Trdnjave Ark ni natančno določena, vendar je bila leta 500 n. št. že rezidenca lokalnih vladarjev. Tu, v trdnjavi citadele, so živeli emirji, njihovi glavni vezirji, vojaški voditelji in številni služabniki.
Ko so Džingiskanovi vojaki zavzeli Buharo, so se prebivalci mesta zatekli v trdnjavo, toda osvajalci so branilce razbili in trdnjavo izropali.
V srednjem veku so trdnjavo obnavljali Rudaki, Ferduzi, Avicenna, Al-Farabi in kasneje Omar Hajam. Tukaj je bila tudi velika knjižnica, o kateri je Avicenna zapisal:

V tej knjižnici sem našel knjige, za katere nisem vedel in jih še nikoli v življenju nisem videl. Prebral sem jih in spoznal vsakega znanstvenika in vsako znanost. Pred mano so se odpirala vrata navdiha v velike globine znanja, za katere nisem niti slutil, da obstajajo.
Najverjetneje je bila knjižnica uničena po eni od osvojitev Buhare.
Med rusko državljansko vojno so trdnjavo močno poškodovale čete Rdeče armade pod poveljstvom Mihaila Frunzeja med bitko pri Buhari leta 1920. Frunze je ukazal bombardiranje trdnjavo z letali, zaradi česar je bil velik del strukture uničen. Obstaja tudi razlog za domnevo, da je zadnji emir, Mohamed Alim Kan (1880–1944), ki je s kraljevo zakladnico pobegnil v Afganistan, ukazal razstreliti trdnjavo, da boljševiki ne bi mogli oskruniti njenih svetih krajev (zlasti harema).
Arheologi so dokazali, da je Buhara nastala južno od spodnjega toka reke Zaravšan, ki se tukaj razcepi v več kanalov, na nizki močvirnati ravnini, nad katero se še danes dviga ogromen umetni hrib mestne citadele - Ark. Znanstveniki so verjeli, da je bila ta citadela razprostirajoča se, večkrat obnovljena in dokončana utrjena graščina. V 5. do 6. stoletju se je že tako razširila, da je postala močna trdnjava z dvemi vrati (na zahodu in vzhodu), visoko nad ravnino. Legende pripisujejo Buhari dolgo zgodovino in njen ustanovitev povezujejo z mitskim junakom Sijavašem, čigar grobnica naj bi bila pri vzhodnih vratih Arka. V kušanskih časih se je nedaleč od Trdnjave in jugovzhodno od nje pojavila vas, ki se je sčasoma preoblikovala v redno organiziran Šahristan.
V 7. stoletju so utrdbe citadele obnovili in v njej postavili novo palačo Buhar Khudahs, katere načrt je, kot nam pripoveduje Narsakhi, v magične namene ponavljal obliko ozvezdja Velikega medveda. Ob palači so zgradili pisarniške stavbe, zakladnico, zapor in tempelj. Za zahodnimi vrati so se raztezala obdelana zemljišča in vrtovi, nad katerimi se je dvigalo več kot dva tisoč utrjenih gradov in na stotine podeželskih posestev, prav tako utrjenih in se niso dosti razlikovala od gradov. Vrata so gledala na trg, imenovan Registan - 'Peščen'. Vzhodna vrata, ki so bila kasneje uničena, so bila obrnjena proti bližnjemu Šahristanu.
V 8. stoletju so ob prihodu Arabcev stali palača Buhar Khudahs, sveti grob legendarnega junaka Sijâvaša in tempelj, ki ga je Kutajba ibn Muslim spremenil v mošejo. Prvo mošejo v Buhari so Arabci zgradili leta 713 v trdnjavi na mestu 'poganskega' templja. Ta mošeja je bila konec 8. stoletja premaknjena iz citadele na območje med Trdnjavo Ark in šahristanom.
V samanidskem obdobju je bil med zahodno visoko fasado trdnjave in zidom rabada ustvarjen trg Registan, na katerem je bila zgrajena palača s portalom, ki jo je al-Istakhri prepoznal kot najveličastnejšo v islamskih državah. Portal je bil obrnjen proti vhodu v trdnjavo.

## Arheološka izkopavanja in restavriranje
V obdobju Buharske ljudske sovjetske republike je bila zahodna stena Trdnjave Ark obnovljena. A. A. Semjonov je poročal, da je bila ustanovljena komisija z imenom Društvo za zgodovino z namenom pisanja zgodovine Trdnjave.
V 1970-ih in 1980-ih so v Arki izvedli delna arheološka izkopavanja. Obsežna arheološka izkopavanja, zlasti v južnem delu Arke in okolici, še niso bila izvedena. Po mnenju arheologov bi ta izkopavanja lahko zagotovila natančnejše informacije o dejanski starosti Buhare in potrdila ali ovrgla legendarna poročila Naršahija, ki so trdila, da je bila Buhara v 10. stoletju stara 3000 let.
Od leta 1970 do 1974 je na trdnjavi izvedli pomembna stacionarna izkopavanja, ki jih je izvajala posebna arheološka ekipa pod splošnim vodstvom akademika Uzbekistanske akademije znanosti Ja. G. Guljamova. Znotraj trdnjave so na površini 120 x 100 metrov izkopali zgornje plasti iz obdobja od 16. do začetka 20. stoletja.
V letih 1979–1980 je stratigrafski jarek (6 x 6 metrov) prvič v zgodovini arheoloških raziskav buharske trdnjave omogočil globlje raziskovanje celinske plasti. Debelina kulturnih usedlin je tukaj presegla 20 metrov, pri čemer je bila tretjina te globine skrita pod zemljo. Na globini 13–15,5 metra in 16,5–18,5 metra so odkrili ostanke dveh robustnih zidov iz opeke, ki sta verjetno del starodavnih obrambnih struktur. Prvi zid, ohranjen do višine 2,5–3 metrov, na podlagi keramičnega materiala izvira iz 4. do 5. stoletja našega štetja, drugi zid, visok 2–2,5 metra, pa iz 4. do 3. stoletja pred našim štetjem. Nedvomno gre za ruševine starodavnega trdnjavskega obzidja Buhare, ki je bilo ena najpomembnejših značilnosti razvoja mesta.
Preučen je bil tudi celoten stratigrafski prerez trdnjavskega obzidja Arke. Glede na arheološke podatke, ki jih je E. G. Nekrasova pridobila v stratigrafskem prerezu severnega trdnjavskega obzidja, je bilo najstarejše obzidje zgrajeno iz več plasti puhlice in puhličastih blokov, z višino 0,9–1,0 metra in debelino 0,7–0,75 metra. Njegova največja širina je bila 7,5 metra, najmanjša pa 2,75 metra.
V pripravah na 2500. obletnico Buhare so bila na pobudo in pod vodstvom predsednika Republike Uzbekistan Islama Karimova (1990–2016) izvedena restavratorska dela.

## Galerija
- Trg z ljudmi pred trdnjavo Ark ter obzidjem in vhodom za njim
- Ruševine majhne opečne mošeje
- Zemljevid trdnjave; uničene stavbe so prikazane sivo
- Detajl dvorne mošeje, venec in kapitel stebra
- Detajl, emirjev sprejem in dvorišče za zaslišanja
- Vojaška uniforma Buhara
- Tora, Buhara, iz 19. stoletja